# Ingrid Möller
Ingrid Möller, geborene Ingrid Krambeer, (* 12. Oktober 1934 in Rostock) ist eine deutsche Kunsthistorikerin und Autorin.

## Leben
Ingrid Möller wuchs in Grabow auf. In Ludwigslust machte sie ihr Abitur und studierte danach Kunstgeschichte und Klassische Archäologie. Sie wurde 1969 in der Sektion Ästhetik und Kunstwissenschaft der Humboldt-Universität in Berlin promoviert. Nach einer Tätigkeit als Redakteurin beim Lexikon der Kunst und als Leiterin der Graphischen Sammlung des Staatlichen Museums Schwerin ist sie seit 1985 als freischaffende Schriftstellerin tätig. Sie wurde 1991 mit dem durch den Kulturkreis Mecklenburg e. V. mit Sitz in Hamburg vergebenen Franz-Bunke-Kunstpreis 1991 ausgezeichnet.
Neben wissenschaftlichen Arbeiten zur Kunstgeschichte veröffentlichte Möller auch Romane über Künstler, Gedichte und Reisebücher über Mecklenburg-Vorpommern und die Landeshauptstadt Schwerin.
Möller lebt und arbeitet in Seehof bei Schwerin.

## Veröffentlichungen
- Das Haus an der Voldersgracht. Ein Vermeer-Roman. Prisma-Verlag, Leipzig 1977.
- Farbige Grafik in der DDR. Staatliches Museum Schwerin, 1979
- Das Kupferstichspiel des I.M.F. von 1617. Heimeran, München 1979, ISBN 3-7765-0270-3.
- Meister Bertram. Ein Künstlerroman. Prisma-Verlag, Leipzig 1981.
- A. v. Ostade. Radierungen, eigene Bestände im Staatlichen Museum Schwerin. Staatliches Museum, Schwerin 1985.
- Kate Diehn-Bitt., Reihe Maler und Werk, VEB Verlag der Kunst, Dresden 1987, ISBN 3-364-00051-1.
- Die Woge. Ein Hokusai-Roman. Prisma-Verlag, Leipzig 1988, ISBN 3-7354-0017-5.
- Das mecklenburgische Reutergeld von 1921. Ein kulturgeschichtliches Kuriosum. Stock und Stein, Schwerin 1994, ISBN 3-910179-18-5.
- Ein Schmetterling aus Surinam. Die Kindheit der Maria Sibylla Merian. Beltz und Gelberg, Weinheim 1995, ISBN 3-407-79672-2.
- Wetterleuchten über Isenheim. Ein Grünewald-Roman. Fouqué-Literaturverlag, Egelsbach / Frankfurt am Main 2002, ISBN 3-8267-5064-0.
- Schwerin. Hinstorff, Rostock 1998, ISBN 3-356-00774-2.
- Mecklenburg-Vorpommern. Hinstorff, Rostock 1999, ISBN 3-356-00775-0.
- Reisefieber-Fieberreisen. Thomas Helms Verlag, Schwerin 2004, ISBN 3-935749-25-2.
- Versuche über Grünewald. Ed. Syringa, Neustadt-Glewe 2005, ISBN 3-00-017685-3.
- Quintessenzen. Gedichte. Edition Nordwindpress, Hof Grabow 2006, ISBN 3-934411-43-6.
- Bei den Schmetterlingen in Surinam. Die Reise der Maria Sibylla Merian. Edition Nordwindpress, Dalberg-Wendelstorff 2008, ISBN 978-3-934411-50-0.
- Szenen einer Kindheit: Blumengärten und Bomberstaffeln. Edition Nordwindpress, Dalberg-Wendelstorff 2014, ISBN 978-3-934411-12-8.
- Der Traum vom Glück ohne Ende. Aus dem Leben des Malers Adrian Ludwig Richter. Edition digital, Pinnow 2017, ISBN 978-3-95655-759-0.